# Лед Зепелин
„Лед Зепелин“ (на английски: Led Zeppelin) е британска рок група, създадена в Лондон през 1968 г. Тя се състои от китариста Джими Пейдж, певеца Робърт Плант, басиста Джон Пол Джоунс и барабаниста Джон Бонъм. Със своя „тежък звук“, задвижван от „тежки китари“, те редовно се цитират като едни от родоначалниците на хевиметъла и хардрока, въпреки че техният специфичен стил съчетава различни влияния, включително блус и народна музика. На групата се приписва голямо влияние върху естеството на музикалната индустрия, особено в развитието на албумно-ориентирания рок и стадионния рок. Много критици смятат „Лед Зепелин“ за една от най-успешните, иновативни и влиятелни рок групи в историята, която „полага“ основите на хардрока и хевиметъла, модифицира блуса и народната музика, като им придава неочаквано за времето си мощно звучене.
След смяната на името си от „Ню Ярдбърдс“, „Лед Зепелин“ подписва договор с „Атлантик Рекърдс“, който им предоставя значителна творческа свобода. Първоначално непопулярни сред критиците, групата постига значителен търговски успех с 8 студийни албума за 10 години. Дебютът ѝ през 1969 г., с Led Zeppelin, е албум в топ десет в няколко страни и включва песни като Good Times Bad Times, Dazed and Confused и Communication Breakdown. Led Zeppelin II (1969) е първият албум номер едно и включва Ramble On и Whole Lotta Love. През 1970 г. е издаден Led Zeppelin III, който съдържа популярната Immigrant Song. Техният неозаглавен четвърти студиен албум, познат като Led Zeppelin IV (1971) е един от най-продаваните албуми в историята с 37 милиона продадени копия. Албумът включва рок класики като Black Dog, Rock and Roll и Stairway to Heaven, която пък е най-популярното и влиятелно произведение в рок музиката, а това помага да затвърди популярността на групата. Houses of the Holy (1973) съдържа No Quarter, Over the Hills and Far Away и The Rain Song. Physical Graffiti (1975), е двоен албум, включващ Ten Years Gone и Kashmir.
Джими Пейдж пише голяма част от музиката на „Лед Зепелин“, а в определени случаи изпълнява някои етюди на китарата си с лък за цигулка, като същевременно Робърт Плант обикновено създава текстовете на песните. Клавишните композиции, базирани на Джон Пол Джоунс, по-късно заемат централна част от музиката в следващите им албуми, примесени с голямо експериментиране. През втората половина от кариерата им се наблюдават поредица от рекордни турнета, които печелят на групата репутация на излишък и разврат. Въпреки че остават търговски и критично успешни, техните турнета и албуми, които включват студийните Presence (1976) и In Through the Out Door (1979), стават ограничени, а групата се разпада след смъртта на Джон Бонъм, който умира от задушване свързано с алкохол през 1980 г. В следващите десетилетия останалите членове на „Лед Зепелин“ не си сътрудничат често, но участват в различни еднократни събирания. Най-успешното от които е концерта в „O2 арена“ в Лондон през 2007 г., когато на барабаните е синът на Джон Бонъм, Джейсън Бонъм.
„Лед Зепелин“ е една от най-продаваните музикални групи в историята на музиката; продажбите на групата са между 200 и 300 милиона броя по цял свят. Със 112,5 милиона сертифицирани бройки, те са третата най-продавана група в САЩ. Те издават 8 поредни № 1 албума в Обединеното кралство, всеки от 9-те им студийни албума влиза в „Билборд 200“ Топ 10, 6 от тях достигат до № 1, а 5 от тях са сертифицирани като „диамантени“. Списание „Ролинг Стоун“ ги описва като „най-тежката група на всички времена“, „най-голямата група на 70-те“ и „безспорно една от най-издръжливите групи в историята на рока“. През 1995 г. са включени в Залата на славата на рокендрола и в музея в биографията на групата се посочва, че „Лед Зепелин“ са „толкова влиятелни“ през 70-те, колкото „Бийтълс“ през 60-те.

## История

### Формиране (1966 – 1968)
През 1966 г. живеещият в Лондон китарист Джими Пейдж се присъединява към повлияната от блуса, рок група „Ярдбърдс“, като заменя басиста Пол Самюъл-Смит. Скоро след това, Джими Пейдж преминава от бас към водеща китара, създавайки двойна група соло китари с Джеф Бек. След напускането на Джеф Бек през октомври 1966 г., „Ярдбърдс“, уморени от постоянни турнета и записи, започват да ограничават изявите си. Джими Пейдж прави опит да сформира супергрупа с Джеф Бек и членовете на „Ху“ Кийт Муун и Джон Ентуистъл на барабани и бас. Вокалистите Стив Уинууд и Стив Мариот също са част от тази идея, но групата така и не се сформира, въпреки че Пейдж, Бек и Мун записават заедно песента Beck's Bolero през 1966 г., която включва и басист-клавиристът Джон Пол Джоунс.
Последният концерт на „Ярдбърдс“ е през юли 1968 г. в Бедфордшир. Въпреки това, групата е ангажирана с няколко концерта в Скандинавия и двама от нейните членове барабанистът Джим Маккарти и вокалистът Кийт Релф упълномощават Джими Пейдж и басиста Крис Дреджа да използват името на „Ярдбърдс“, за да изпълнят задълженията на групата. Първият избор на Джими Пейдж за вокалист е Тери Рийд, но Рийд отклонява предложението и насочва групата към певеца на „Бенд ъф Джой“ Робърт Плант. Робърт Плант приема позицията, като препоръчва бившия барабанист на „Бенд ъф Джой“ Джон Бонъм. Джон Пол Джоунс заема позицията на бас китарист, по предложение на съпругата му, след като Крис Дреджа се отказва от проекта, за да стане фотограф. Джими Пейдж познава Джон Пол Джоунс, от времето, когато двамата са студийни музиканти, и се съгласява да се присъедини като член на групата.
През август 1968 г. четиримата свирят заедно за първи път в стая под магазин за плочи на улица „Джерард“ в Лондон. Джими Пейдж предлага да опитат Train Kept A-Rollin, първоначално блус песен, популяризирана в рокабили версия от Джони Бърнет, която е кавър на „Ярдбърдс“. „Веднага щом чух Джон Бонъм да свири“, сподея Джоунс, „знаех, че това ще бъде страхотно... Веднага се сближихме като екип“. Преди да замине за Скандинавия, групата участва в записите на албума на „Пи Джей Проби“ Three Week Hero. Песента от албума Jim's Blues, с Робърт Плант на хармониката, е първата студийна песен, включваща и четиримата бъдещи членове на „Лед Зепелин“.
Групата завършва скандинавското си турне под името „Ню Ярдбърдс“, като свири заедно за първи път пред публика на живо в Гладсаксе, Дания, на 7 септември 1968 г. По-късно същия месец те започват да записват първия си албум, базиран на техни изпълнения на живо. Албумът е записан и миксиран за девет дни, а Джими Пейдж поема разходите. След завършването на албума, групата е принудена да промени името си, след като Крис Дреджа изпраща писмо за прекратяване и отказ, в което посочва, че на Пейдж е разрешено да използва псевдонима „Ню Ярдбърдс“ само за скандинавските дати. Твърди се, че Кийт Муун и Джон Ентуистъл спомагат за новото име на групата, когато предполагат, че супергрупа с Пейдж и Бек ще падне като „оловен балон“, фразеология за катастрофални резултати. Групата премахва буквата „а“ по предложение на своя мениджър Питър Грант, така че тези, които не са запознати с термина, да не го произнасят „лийд“. Думата „балон“ е заменена с „цепелин“, дума, която според музикалния журналист Кийт Шадуик донася „перфектната комбинация от тежко и леко, запалимост и изящество“ в ума на Пейдж.
Питър Грант осигурява авансов договор от 143 000 долара (1 064 000 долара днес) с „Атлантик Рекърдс“ през ноември 1968 г. – по това време най-голямата сделка от този вид за новосъздадена група. „Атлантик“ е звукозаписна компания с каталог предимно от блус, соул и джаз изпълнители, но в края на 60-те години започва да проявява интерес към британските прогресив рок изпълнители. По препоръка на британската певица Дъсти Спрингфийлд, приятелка на Джон Пол Джоунс, която по това време завършва първия си албум с „Атлантик Рекърдс“, Dusty in Memphis, ръководителите на „Атлантик“ подписват договор с „Лед Зепелин“, без изобщо да видят музикантите. Съгласно условията на техния договор, групата получава право на автономия при вземането на решение кога ще издава албуми, кога ще прави турнета и има последната дума за съдържанието и дизайна на всеки албум. Освен това „Лед Зепелин“ могат да решават как да популяризират всяко издание и кои песни да бъдат издавани като сингли и създават своя собствена компания, за да контролират всички издателски права.

### Ранни години (1968 – 1970)
Групата започва първото си турне в Обединеното кралство на 4 октомври 1968 г., все още обявена като „Ню Ярдбърдс“. Първият концерт на музикантите под името „Лед Зепелин“ е в университета на Съри в Батерси на 25 октомври. Концертният мениджър Ричард Коул, който по-късно става основна фигура по време на турнета на групата, организира първото им турне в Северна Америка в края на годината. Дебютният им албум Led Zeppelin е издаден в САЩ по време на турнето на 12 януари 1969 г. и достига № 10 в класацията на „Билборд 200“, докато във Великобритания, той достига до № 6 на 31 март същата година. Според Стив Ърлевайн, запомнящите се китарни рифове на албума, тромавите ритми, психеделиченият блус, блусовите размествания и нотки на английска фолк музика го правят „значима повратна точка в еволюцията на хардрока и хевиметъла“.
През първата си година „Лед Зепелин“ завършват четири концертни турнета в САЩ и Обединеното кралство и издават втория си студиен албум Led Zeppelin II. Записан предимно по време на турнетата им в САЩ в различни северноамерикански студия, той постига по-голям търговски успех от първия албум на групата, след като достига № 1 в САЩ и Обединеното кралство. С Led Zeppelin II, групата допълнително развива предимно блус-рок музикалния стил, установен при дебютното им издание, създавайки звук, който е „тежък и твърд, брутален и директен“ и който става силно влиятелен и дори често се имитира. Стив Ваксман изказва предположение, че Led Zeppelin II е „музикалната отправна точка за хевиметъл“.
Групата гледа на албумите си като на неделимо, пълно изживяване при слушане, като не харесва повторното редактиране на съществуващи песни за издаване като сингли. Питър Грант поддържа агресивна про-албумна позиция, особено в Обединеното кралство, където съществуват малко радио и телевизионни канали за рок музика. Без съгласието на групата обаче някои песни са издадени като сингли, най-вече в САЩ. През 1969 г. редактирана версия на Whole Lotta Love, песен от втория им албум, е издадена като сингъл в САЩ. Тя достига четвърто място в класацията „Билборд Хот 100“ през януари 1970 г. и се продава в над един милион копия, което помага да се затвърди популярността на групата. „Лед Зепелин“ също така все повече избягват телевизионни изяви, позовавайки се на предпочитанието на своите фенове да ги чуват и виждат на концерти на живо.
След издаването на втория си албум, „Лед Зепелин“ завършват още няколко турнета в САЩ. Те свирят първоначално в клубове и бални зали, а след нарастването на популярността им и в по-големи аудитории. Някои от първоначалните концерти на „Лед Зепелин“ продължават повече от четири часа, с разширени и импровизирани версии на песни от техния репертоар. Много от тези изяви са запазени като контрабандни записи. Именно през този период на интензивни концертни турнета, групата си създава репутация на излишък извън сцената.
През 1970 г. Пейдж и Плант се Оттеглят в Брон-Йр-Аур, отдалечена вила в Уелс, за да започнат работа по третия си албум, Led Zeppelin III. Резултатът е по-акустичен стил, който е силно повлиян от фолка и келтската музика и демонстрира гъвкавостта на групата. Богатият акустичен звук на албума първоначално получава смесени реакции, като критиците и феновете са изненадани от липсата на предимно електрически аранжименти, използвани в първите два албума, което допълнително подхранва враждебността на групата към музикалната преса. Led Zeppelin III достига № 1 в класациите на Обединеното кралство и САЩ, но задържането му на тази позиция като продължителност е най-малко, спрямо първите им пет албума. Въпреки нежеланието на групата, първата песен от албума Immigrant Song, е издадена като сингъл в САЩ през ноември 1970 г. и влиза първите двадесет места в класацията на списание „Билборд“.

### „Най-голямата група в света“ (1970 – 1975)
През 1970-те години на миналия век „Лед Зепелин“ достигат нови висоти на търговски и критичен успех, което ги прави една от най-влиятелните групи на тази епоха, засенчвайки предишните им постижения. Имиджът на групата също се променя, когато членовете започват да носят сложни, пищни дрехи, Джими Пейдж има водеща роля в бляскавия външен вид, след като се облича в блестящо облекло с луна и звезди. „Лед Зепелин“ променят и начина, по който протичат концертите им, започват да използват светлинни лазери, професионални осветления и огледални топки.
Започват да пътуват с частен самолет, „Боинг 720“ (по прякор „Старшип“), наемат цели части от хотели и стават обект на често повтарящи се истории за разврат. Една от тях включва Джон Бонъм да кара мотоциклет през нает етаж на хотел в Лос Анджелис, докато друг включва унищожаването на стая в хотел „Хилтън“ в Токио, което довежда до пълна забрана на групата да посещава това място. Въпреки че „Лед Зепелин“ си създават репутацията, че разбиват хотелските си апартаменти и изхвърлят телевизори през прозорците, някои журналисти предполагат, че тези истории са преувеличени. Според музикалния журналист Крис Уелч, „пътуванията на [„Лед Зепелин“] породиха много истории, но беше мит, че [те] непрекъснато са били ангажирани с актове на безпричинно унищожение и блудствено поведение“.
„Лед Зепелин“ издават четвъртия си албум на 8 ноември 1971 г. Той е наричан по няколко различни начина като Led Zeppelin IV, Untitled и IV, поради четирите символа изобразени в обложката му, докато в каталозите на „Атлантик Рекърдс“ се използват имената Four Symbols, Zoso или Runes. Групата решава да издаде четвъртия си албум без заглавие или информация, в отговор на музикалната преса, която определя „Лед Зепелин“ като група жадна за пари. Звукозаписната компания обаче, настоява за нещо върху обложката и заедно с групата се договарят да има четири символа, които представят както четирите членове на групата, така и че това е четвъртият албум. С 37 милиона продадени копия, Led Zeppelin IV е един от най-продаваните албуми в историята, а огромната му популярност затвърждава статута на „Лед Зепелин“ като суперзвезди през 70-те години на миналия век. До 2021 г. албумът е продаден в около 24 милиона копия само в Съединените щати. Песента Stairway to Heaven, която никога не е издавана като сингъл, е най-търсената и най-пусканата песен в американските рок радио станции през 70-те години на 20-и век. След издаването на албума, групата продължава с турнета в Обединеното кралство, Австралазия, Северна Америка, Япония и отново в Обединеното кралство от края на 1971 до началото на 1973 г.
Следващият албум на „Лед Зепелин“, Houses of the Holy, излиза през март 1973 г. Той включва допълнителни експерименти от групата, която увеличава използването на синтезатори и мелотронна оркестрация. Обложката на албума, с преобладаващ оранжев цвят, проектирана от намиращата се в Лондон дизайнерска фирма „Хипнозис“, изобразява голи деца, изкачващи се по Пътят на великаните в Северна Ирландия. Въпреки че децата не са показани отпред, обложката предизвиква полемики по време на издаването на албума, върху нея отново няма отпечатани, нито името на групата, нито името на албума, също както и при предишния техен албум.
Houses of the Holy оглавява световните класации, а последвалото концертно турне на групата в Северна Америка през 1973 г. счупва рекорди по посещаемост, след като групата постоянно запълва големи аудитории и стадиони. На стадион „Тампа“ във Флорида, те свирят пред 56 800 фенове, счупвайки рекорда, поставен от „Бийтълс“ през 1965 г. на стадион „Ший“ и печелят 309 000 долара. Три разпродадени концерта в „Медисън Скуеър Гардън“ в Ню Йорк са заснети за филм, но пускането в киното на този проект (The Song Remains the Same) е отложено до 1976 г. Преди представянето в последната вечер, 180 000 долара (1 049 000 долара днес) от парите на групата от касови бележки са откраднати от сейф в хотел „Дрейк“. Също през 1973 г. групата купува на търг Хамърууд парк, грузинско имение в Източен Съсекс, което музикантите планират да превърнат в звукозаписно студио и квартира. Къщата обаче е изоставена и не е в добро състояние и плановете са отложени. Въпреки че е използвана при заснемането на музикалния видеоклип за The Song Remains the Same, къщата впоследствие е закована с дъски и пусната за продажба през 1976 г.
През 1974 г. „Лед Зепелин“ си вземат почивка от турнета и основават своя собствена звукозаписна компания „Суан Сонг Рекърдс“, кръстена на неиздадена тяхна песен. Логото на звукозаписната компания е базирано на рисунка, наречена „Вечер: Есента на деня“ (1869) от Уилям Римър. Рисунката представя фигура на крилато човекоподобно същество, интерпретирано като Аполон или Икар. Логото се използва върху сувенири на „Лед Зепелин“, особено тениски. В допълнение към използването на „Суан Сонг“ като средство за популяризиране на собствените си албуми, групата подписва договори с изпълнители като „Бед Къмпани“, „Прити Тингс“ и Маги Бел за издване на техни записи. Звукозаписната компания е успешна, докато „Лед Зепелин“ съществуват като група, но е спряна от дейност три години след разпадането им.
Двойният албум на „Лед Зепелин“ Physical Graffiti е първото им издание със „Суан Сонг Рекърдс“ и е издаден през 1975 г. Той се състои се от 15 песни, 8 от които са записани в „Хедли Грейндж“ през 1974 г., а 7 са записани малко по-рано. В оценка на списание „Ролинг Стоун“, Physical Graffiti се посочва като „заявка на „Лед Зепелин“ за артистично респектиране“, и че единствените групи, с които „Лед Зепелин“ трябва да се състезава за титлата „Най-добра рок група в света“, са „Ролинг Стоун“ и „Ху“. Албумът отбелязва огромен търговски и критичен успех и малко след издаването му, всички предишни албуми на „Лед Зепелин“ едновременно отново влизат в класацията „Билборд 200“. Групата предприема друго турне в Северна Америка, използвайки сложни звукови и осветителни системи. През май 1975 г. „Лед Зепелин“ изнасят пет напълно разпродадени концерта в „Ърлс Корт Сентър“ в Лондон, по това време най-голямата арена във Великобритания.

### Пауза от турнета и завръщане (1975 – 1977)
След триумфалните им изяви в „Ърлс Корт“, „Лед Зепелин“ си вземат почивка, но същевременно планират есенно турне в Северна Америка, което трябва да започне с два концерта на открито в Сан Франциско. През август 1975 г. обаче, Робърт Плант и съпругата му Морийн претърпяват сериозна автомобилна катастрофа, докато са на почивка на остров Родос в Гърция. Робърт Плант си счупва глезена, докато Морийн е тежко ранена и кръвопреливане спасява живота ѝ. Поради невъзможността групата да осъществи планираните концертни изяви, Робърт Плант заминава за нормандския остров Джърси, където остава през август и септември, възстановявайки се, а с него е Джон Бонъм. След това, групата отново се събира в Малибу, Калифорния и по време на тази принудителна пауза, голяма част от материала за следващия им албум, Presence, е написан.
По това време „Лед Зепелин“ са рок атракция номер едно в света, като надминават повечето групи по това време, включително и „Ролинг Стоунс“. Presence е издаден през март 1976 г., той бележи промяната в звука на „Лед Зепелин“ към по-прости, базирани на китара композиции, отклонявайки се от акустичните балади и сложните аранжименти, включени в предишните им албуми. Въпреки че добива платинен статус, Presence получава смесена реакция сред феновете и музикалната преса, като някои критици предполагат, че ексцесиите, които групата създава, вече се отразяват на творчеството им. Зависимостта на Джими Пейдж към използването на хероин по време на записите на албума, започват все повече да влияят, както на по-късните концертни изпълнения, така и на следващите студийни записи, въпреки че той отрича това.
Поради нараняванията на Робърт Плант, „Лед Зепелин“ не тръгват на турне през 1976 г. Вместо това, групата завършва концертния филм The Song Remains the Same и придружаващия го саундтрак. Премиерата на филма е в Ню Йорк на 20 октомври 1976 г., но филмът не оправдава очакванията и не се приема добре, както от критиците така и от феновете. The Song Remains the Same е особено неуспешен и в Обединеното кралство, където групата не прави турнета от 1975 г. поради данъчни проблеми и се налага да полагат усилия за да продължат да бъдат популярни сред публиката на острова.
През 1977 г. „Лед Зепелин“ предприемат още едно голямо концертно турне в Северна Америка, на него, групата поставя нов рекорд за посещаемост с публика от 76 229 души на концерта си на стадион „Понтиак“ в Мичиган на 30 април. Според „Книгата на световните рекордите на Гинес“, това е събитието с най-голямата посещаемост до този момент, в изпълнение на една единствена група или артист. Въпреки че турнето е финансово изгодно, то е постоянно съпровождано от проблеми извън сцената. На 19 април над 70 души са арестувани, когато около 1000 фенове се опитват да разбият Колизеума на Синсинати Ривърфронт за два разпродадени концерта, докато други се опитват да влязат, като хвърлят камъни и бутилки към стъклените врати. На 3 юни концертът на стадион „Тампа“ е прекъснат заради силна гръмотевична буря, въпреки че на билетите пише „Дъжд или блясък“, избухва бунт, който довежда до арести и наранявания.
След концерта на групата на 23 юли на фестивал в „Колизеума Оукланд“ в Оукланд, Калифорния, Джон Бонъм и членовете на помощния персонал на „Лед Зепелин“ са арестувани, след като член на екипа на промоутъра Бил Греъм е бит по време на изпълнението на групата. Вторият концерт в Оукланд на следващия ден, е последната изява на групата на живо в Съединените щати. Два дни по-късно, когато се настаняват в хотела за концерта им на 30 юли в „Луизиана Супердом“, Робърт Плант разбира, че петгодишният му син Карач е починал от стомашен вирус. Останалата част от турнето е незабавно отменено, което предизвиква широко разпространение на спекулации за бъдещето на „Лед Зепелин“.

### Смъртта на Джон Бонъм и разпадането (1978 – 1980)
През ноември 1978 г. групата започва записи за нов студиен албум в студиото на АББА в Стокхолм, Швеция. Издаденият албум In Through the Out Door, включва звукови експерименти, които отново предизвикват смесени реакции от критиците. Въпреки това албумът достига № 1 в Обединеното кралство и САЩ само две седмици след издаването си. С издаването на този албум, целият каталог от албуми на „Лед Зепелин“ отново влиза в „Билборд 200“ в седмиците от 27 октомври до 3 ноември 1979 г.
През август 1979 г., след два концерта в Копенхаген, групата оглавява други два на музикалния фестивал в Небуърт, където през първата вечер свири пред 104 000 души. През юни и юли 1980 г. е предприето кратко европейско турне, включващо съкратен списък от песни без обичайните дълги джемове и сола. На 27 юни, на концерт в Нюрнберг, Германия, участието на „Лед Зепелин“ е спряно внезапно по средата на третата песен, когато Джон Бонъм се свлича на сцената и е откаран по спешност в болница. Пресата предполага, че колапсът му е резултат от прекомерна употреба на алкохол и наркотици, но групата твърди, че той просто е претоварен.
Първото турне на групата в Северна Америка от 1977 г., е планирано да започне на 17 октомври 1980 г. На 24 септември Джон Бонъм е взет от помощника на „Лед Зепелин“ Рекс Кинг, за да присъства на репетициите на останалите музиканти. По време на пътуването Бонъм закусва с руло с шунка и изпива четири четворни водки, а когато пристига в студиото той продължава да пие през цялото време, след което групата се оттегля в къщата на Джими Пейдж в Клуър, Уиндзор. След полунощ Бонъм заспива и е отведен в леглото си, където е поставен на една страна. В 13:45ч на следващия ден Бенджи Лефевр (новият тур мениджър на „Лед Зепелин“) и Джон Пол Джоунс намират Бонъм мъртъв. Причината за смъртта е задушаване от повръщане; констатацията описва случайна смърт. Извършената аутопсия не показва наличие на наркотици в тялото му приети за развлечение, въпреки че той приема медикаменти под формата на коктейл от антипсихотичен флуфеназин и трицикличен антидепресант нортриптилин, но не става ясно дали тези вещества взаимодействат с алкохола в неговия организъм. Останките на Джон Бонъм са кремирани, а прахът му е погребан на 12 октомври 1980 г. в енорийска църква в Уорчестър.
Планираното турне в Северна Америка е отменено и въпреки публикациите, че някои измежду Кози Пауъл, Кармин Апайс, Баримор Барлоу, Саймън Кърк, Рик Лий или Бев Беван ще се присъедини към групата като негов заместник, останалите членове решават да преустановят съществуването на групата. В изявление за пресата на 4 декември 1980 г., останалите членове на „Лед Зепелин“ съобщават: „Искаме да се знае, че загубата на нашия скъп приятел и дълбокото чувство за неразделна хармония, усещано от нас самите и нашия мениджър, ни накараха да решим, че не можем да продължим както сме.“ Изявлението е подписано просто „Лед Зепелин“.

### След раздялата

#### 80-те
След разпадането на „Лед Зепелин“, първият значителен музикален проект на един от членовете му, е групата „Хънидрипърс“, която Робърт Плант първоначално сформира през 1981 г. Групата, включва Джими Пейдж на соло китарата, заедно със студийните музиканти и техни приятели Джеф Бек, Пол Шафър и Найл Роджърс, с този състав те издават единствения си албум през 1984 г. След това, Робърт Плант се фокусира върху различна посока от „Лед Зепелин“, издавайки кавър на песента Sea of Love, която достига трето място в класацията на „Билборд Хот 100“ в началото на 1985 г.
Coda – колекция от записи на „Лед Зепелин“ и неизползвани песни, е издадена през ноември 1982 г. Тя включва две песни от „Роял Албърт Хол“ през 1970 г., както и неиздавани песни, записани по време на записите на Led Zeppelin III, Houses of the Holy и In Through the Out Door. Coda също така включва барабанен инструментал на Джон Бонъм от 1976 г. с електронни ефекти, добавени от Джими Пейдж, наречен Bonzo's Montreux.
На 13 юли 1985 г. Джими Пейдж, Робърт Плант и Джон Пол Джоунс се събират отново за концерта „Лайв ейд“ на стадион „Джей Еф Кей“ във Филаделфия, изпълнявайки кратък спектакъл с барабанистите Тони Томпсън и Фил Колинс и басиста Пол Мартинес. Фил Колинс участва в първите два солови албума на Плант, докато Мартинес е член на групата на Плант. Изпълнението е определено като провал заради несъстоялата се репетиция с двамата барабанисти, борбата на Джими Пейдж с ненастроената китара, лошо работещите монитори и дрезгавия глас на Робърт Плант. Пейдж описва изпълнението като „доста шамболично“, докато Плант го характеризира като „зверство“.
Тримата членове се събират отново на 14 май 1988 г. за концерта по случай 40-ата годишнина на „Атлантик Рекърдс“, със сина на Джон Бонъм – Джейсън на барабаните. Резултатът отново е несъвместим: Плант и Пейдж влизат в спор непосредствено преди да излязат на сцената дали да изпълнят Stairway to Heaven, а частта на Джоунс с клавишите отсъства от излъчванията на живо. Пейдж описва изпълнението като „едно голямо разочарование“, а Плант казва „концертът беше лош“.

#### 90-те
Първият сборен албум на „Лед Зепелин“ Led Zeppelin (Box Set), включва песни, ремастерирани под надзора на Джими Пейдж, е издаден през 1990 г. и увеличава добрата репутация на групата, което довежда до неуспешни дискусии между членовете ѝ за събиране. Изданието с 4 диска включва и 4 неиздавани досега песни, включително версия на Travelling Riverside Blues на Робърт Джонсън, която достига седмо място в класацията на „Билборд Рок Песни. Led Zeppelin Boxed Set 2 е издадена през 1993 г.; двата диска съдържат всички популярни студийни записи на групата, както и някои редки песни, изпълнени на живо.
През 1994 г. Пейдж и Плант се събират отново за 90-минутен проект на Ем Ти Ви. По-късно издават албум, наречен No Quarter: Jimmy Page and Robert Plant Unledded, който включва някои преработени песни на „Лед Зепелин“, след което организират световно турне през следващата година. Според определени твърдения, това е началото на разрив между членовете на групата, тъй като на Джоунс Пол Джоунс дори не е казано за събирането.
Година по-късно „Лед Зепелин“ са включени в Залата на славата на рокендрола на САЩ, представени от Стивън Тайлър и Джо Пери от „Аеросмит“. Джейсън и Зоуи Бонъм също присъстват, представляващи покойния си баща. На церемонията, вътрешният разрив в групата става очевиден, когато Джоунс Пол Джоунс приемайки наградата с усмивка казва: „Благодаря ви, приятели мои, че най-накрая си спомнихте телефонния ми номер“, предизвиквайки неловки погледи от страна на Джими Пейдж и Робърт Плант. След това групата прави кратко изпълнение със Стивън Тайлър, Джо Пери и с Джейсън Бонъм, поледвано от още едно с Нийл Йънг и Майкъл Лий.
През 1997 г. „Атлантик Рекърдс“ издават сингъла Whole Lotta Love в САЩ и Обединеното кралство, единственият сингъл, който групата издава в родината си, а той достига до № 21. Ноември 1997 г. излиза Led Zeppelin BBC Sessions, комплект от два диска, записан предимно през 1969 и 1971 г. Пейдж и Плант издават друг албум, наречен Walking into Clarksdale през 1998 г., включващ изцяло нов материал, но след разочароващи продажби, те се отказват от планирано турне в Австралия.

#### 00-те
През 2003 г. излиза тройният албум на записан на живо How the West Was Won, както и DVD Led Zeppelin - шестчасов хронологичен набор от кадри записани на живо, които се превръща в най-продаваното музикално DVD в историята.
През юли 2007 г. „Атлантик Рекърдс“, „Райно Ентъртейнмънт“ и „Уорнър Хоум Видео“ обявяват три заглавия на „Лед Зепелин“, които издават през ноември: Mothership - най-доброто с 24 песни, обхващащо кариерата на групата; преиздаване на саундтрака The Song Remains the Same, включително неиздавани досега материали и ново DVD. Музикантите също така позволяват творчеството им да бъде легално достъпно за изтегляне от интернет, като по този начин стават една от последните големи рок групи, които правят това.
На 10 декември 2007 г. „Лед Зепелин“ се събират отново за концерта в памет на Ахмет Ертеюн в зала „O2 арена“ в Лондон, като Джейсън Бонъм отново заема мястото на баща си на барабаните. Според „Световните рекорди на Гинес“ за 2009 г. концертът поставя рекорд за „Най-голямо търсене на билети за един музикален концерт“, след като 20 милиона заявки са изпратени онлайн. Музикалните критици адмирират изпълнението, след което следва широко разпространение на спекулации относно събирането на групата. Джими Пейджи, Джон Пол Джоунс и Джейсън Бонъм съобщават за желание от тяхна страна да продължат с концертите и да работят по бъдещ проект на „Лед Зепелин“, но Робърт Плант продължава с ангажиментите с Алисън Краус, заявявайки през септември 2008 г., че няма да записва или да прави турне с групата. „Казах им, че съм зает и просто ще трябва да изчакат“, обяснява Плант през 2014 г. „В крайна сметка щях да дойда, с което те бяха съгласни – поне доколкото ми е известно. Но се оказа, че не са. И което е още по-обезсърчаващо, Джими го използва срещу мен.“ Въпреки това, Джоунс и Пейдж търсят заместник на Плант сред няколко кандидати, включително Стивън Тайлър от „Аеросмит“ и Майлс Кенеди от „Алтър Бридж“, но през януари 2009 г. потвърждават, че проектът е изоставен.

#### 10-те
Премиерата на филм с изпълнението от „O2 арена“ Celebration Day, е на 17 октомври 2012 г., след което е издаден на DVD на 19 ноември. Филмът спечелва 2 милиона долара за една вечер, а албумът достига № 4 и № 9 съответно в Обединеното кралство и САЩ. След премиерата на филма Пейдж разкрива, че е ремастерирал дискографията на групата. Първата „вълна“ от албуми Led Zeppelin, Led Zeppelin II и Led Zeppelin III, са издадени на 2 юни 2014 г. Следват Led Zeppelin IV и Houses of the Holy, които са издадени на 27 октомври 2014 г. Physical Graffiti е издаден на 23 февруари 2015 г., почти точно 40 години от деня, когато е издадено оригиналното издание. Четвъртата и последна „вълна“ от преиздаването на студийните им албум, включва Presence, In Through the Out Door и Coda, пуснати на 31 юли 2015 г.
Чрез този проект на ремастериране, всеки техен студиен албум е преиздаден на компактдиск и винилова плоча и също е наличен в луксозно издание, което съдържа бонус диск с неиздавани преди това материали (луксозното издание на Coda включва два бонус диска). Всеки албум се предлага и в допълнителен луксозен комплект, който включва албума, бонус диск, 180-грамовова плоча, карта за изтегляне на аудио с висока разделителна способност на цялото съдържание при 96 kHz/24 бита, книга с твърда подвързия съдържаща редки снимки и др.
На 6 ноември 2015 г. компилацията на Mothership е преиздадена с помощта на ремастерираните аудио записи на групата. Кампанията с преиздаване продължава и през следващата година с преиздаването на BBC Sessions на 16 септември 2016 г. Изданието съдържа бонус диск с девет неиздавани записа за Би Би Си, включително никога официално издаван запис на Sunshine Woman.
За да отбележат 50-тата годишнина на групата, Джими Пейдж, Робърт Плант и Джон Пол Джоунс представят официална илюстрирана книга, отбелязваща 50 години от създаването на групата. Във връзка със събитието, How the West Was Won е преиздаден на 23 март 2018 г. и включва първото издаване на компилацията върху винилова плоча. В „Деня на звукозаписните магазини“ на 21 април 2018 г. „Лед Зепелин“ издават и 7-инчов сингъл съдържащ миксирани версии на песните Rock and Roll и Friends, а това първият им сингъл от 21 години.

#### 20-те
През октомври 2020 г. Джими Пейдж издава колекция от снимки, наречена Jimmy Page: The Anthology, потвърждаваща излизането на бъдещ документален филм за 50-тата годишнина на групата, но поради пандемията от коронавирус филмът се забавя.

## Музикален стил
В ранните години на групата, музиката на „Лед Зепелин“ е силно повлияна от блуса. Влиянието на американски блус изпълнители като Мъди Уотърс и Скип Джеймс е особено очевидно в първите им два албума, както и отличителният кънтри блус стил на Хаулин Уулф. Песните им са структурирани около блуса с дванадесет такта във всеки студиен албум с изключение на един, а блусът пряко и косвено влияе и на други техни песни както музикално, така и лирично. Групата също така е силно повлияна от британската, келтската и американската музика. Шотландският фолк китарист Бърт Дженш помага за вдъхновението на Джими Пейдж и от него той адаптира различни настройки и агресивни удари в свиренето си. Групата използва и голямо разнообразие от жанрове, включително световна музика, както и елементи от рокендрол, джаз, кънтри, фънк, соул и реге, особено в Houses of the Holy и последвалите го албуми.
Песните от първите два албума до голяма степен са изградени от разширени интерпретации и импровизации от блус стандарти и народни песни. Този метод довежда до смесване на музикални и лирични елементи от различни песни и версии, както и импровизирани пасажи, за да се създадат нови композиции, но това довежда до по-късни обвинения в плагиатство и съдебни спорове относно авторските права. Обикновено, „Лед Зепелин“ първо разработват музиката, понякога с импровизиран текст, който след това може да бъде пренаписан за окончателната версия на песента. След посещението си в Брон-Йр-Аур през 1970 г., сътрудничеството в писане на песни между Джими Пейдж и Робърт Плант става доминиращо, като Пейдж композира музиката, до голяма степен чрез своята акустична китара, а Плант постепенно се превръща в главен текстописец на групата. След това Джон Пол Джоунс и Джон Бонъм се включват на репетиция или в студиото, докато се развива песента. В по-късните етапи от кариерата им, Джими Пейдж остава на заден план в композирането за сметка на Джоунс, който се превръща във все по-важен в продуцирането на музика, често композирана на клавиши. След това Плант добавя текстове, преди Пейдж и Бонъм да разработят своите части.
В текстове на ранните си песни, групата използва блуса и фолк, като отправна точка, често смесвайки лирични фрагменти от различни песни. В много от песните на „Лед Зепелин“ се разглеждат теми за романтика, несподелена любов и сексуално завоевание, които са често срещани в рок, поп и блус музиката. Някои от техните текстове, особено тези, извлечени от блуса, се тълкуват като женомразии. В Led Zeppelin III, те включват елементи на митология и мистицизъм в музиката си, които до голяма степен произлизат от интереса на Робърт Плант към легендите и историята. Тези елементи често се приемат, че отразяват интереса на Джими Пейдж към окултизма, което води до обвинения, че записите им съдържат подсъзнателни сатанински послания, въпреки това, твърденията са отхвърлени от групата, както и от музикалните критици. Пасторалните фантазии в писането на текстове от страна на Робърт Плант са вдъхновени от пейзажа на района на „Черната страна“ и фантастичния роман на Дж. Р. Р. Толкин „Властелинът на пръстените“. Сюзън Фаст твърди, че тъй като Плант е основен текстописец на групата, песните по-очевидно отразяват неговото привеждане в съответствие с контракултурата на Западното крайбрежие от 1960-те години на миналия век. В по-късната част от кариерата на групата, текстовете на Плант стават по-автобиографични и по-малко оптимистични, черпейки от собствения му опит и обстоятелства.
Според музиколога Робърт Уолзър, „звукът на „Лед Зепелин“ е белязан от скорост и сила, необичайни ритмични модели, контрастираща динамика и вокалите на певеца Робърт Плант...“. Заради тези елементи, групата често се цитира като родоначалник на хардрока и хевиметъла и са описани като „окончателната хевиметъл група“, въпреки че членовете на групата често избягват този етикет. Част от тази репутация, се дължи на това, че групата използва „изкривени“ китарни рифове в песни като Whole Lotta Love и The Wanton Song. Често рифовете не се удвояват от китара, бас и барабани съвсем точно, но вместо това се създават мелодични или ритмични вариации, като в Black Dog, където се използват три различни тактови размери. Свиренето на китара на Джими Пейдж съчетава елементи от блуса с тези на източната музика. Използването на висок тон в пеенето от Робърт Плант се сравнява с вокалната техника на Джанис Джоплин. Робърт Кристгау намира за неразделна част от творчеството им тежката „пауър блус“ естетика на групата, функционираща като „механичен ефект“, подобно на китарните партии на Пейдж. Въпреки че отбелязва, че Плант „намеква за истинско усещане“ в някои от техните акустични песни, според него, певецът изоставя акцента на традиционното блус пеене върху емоционалната проекция в полза на вокалната прецизност и динамика. Барабаните на Бонъм се отличават със своята мощ и бързите му удари на един барабан; докато басовите линии на Джоунс се описват като мелодични, а свиренето му на клавиши добавя класически щрих към звученето на групата.
На някакво дълбоко ниво музиката на „Лед Зепелин“ е за връзката между човечеството и технологиите. Философски, групата предпочита човечеството чисто и просто, но на практика трябва да реализира своята човечност технологично. Това изглежда по-вярно от повечето забавни пасторални фантазии.
„Лед Зепелин“ се разглеждат като хардрок група, въпреки че Кристгау ги смята и за арт рок такава. Според Рийби Гарофало, „тъй като хип критиците не можаха да намерят конструктивен начин да се позиционират по отношение на ултра-мачо представянето на „Лед Зепелин“, те бяха изключени от категорията на арт рока въпреки широкия им спектър от влияния.“ Кристгау пише през 1972 г., че групата може да се счита за арт рок, защото те „се отнасят към рокендрола не органично, а интелектуално“, идеализирайки „усиления ритъм“ като „вид официално предизвикателство“. За разлика от своите съвременници „Джетро Тъл“ и „Йес“, които използват „физическата принуда на ритъма и силата на звука“, „Лед Зепелин“ „правят телесна музика със странен мозъчен състав, предизвиквайки агресия, а не сексуалност“. Като такива, заедно с други английски хардрок групи от второ поколение като „Блек Сабат“ и „Мот дъ Хупъл“, те привличат както интелектуалци, така и младежи от работническата класа в „странна потенциална двойна публика“.
Джими Пейдж заяви, че иска „Лед Зепелин“ да създава музика, която има „светлина и сянка“. Това започва да се проявява по-ясно в Led Zeppelin III, където се използват по-широко акустичните инструменти. Този подход е илюстриран в четвъртия им албум и се наблюдава в песента Stairway to Heaven, която започва с акустична китара и завършва с барабани и тежки електрически звуци. Към края на своята музикална кариера, „Лед Зепелин“ преминават към по-мек и прогресивен звук, доминиран от мотивите на клавишите на Джон Пол Джоунс. Също така все по-често използват различни техники за наслояване и записване, включително мулти-тракинг и дублирани китарни части. Акцентът им върху усещането за динамика и ансамбълов аранжимент се разглежда като създаване на индивидуален стил, който надминава всеки отделен музикален жанр. Иън Педи твърди, че те са „...силни, мощни и често тежки, но музиката им също е хумористична, саморефлексираща и изключително фина.“

## Наследство
Мнозина смятат „Лед Зепелин“ за една от най-успешните, иновативни и влиятелни групи в историята на рок музиката. Рок критикът Микал Гилмор казва: „Лед Зепелин“ – талантливи, сложни, завладяващи, красиви и опасни – те направиха една от най-издръжливите групи […] в музиката на XX век, въпреки всичко, което трябваше да преодолеят, включително самите себе си“.
„Лед Зепелин“ повлияват на много хардрок и хевиметъл групи като например „Дийп Пърпъл“, „Блек Сабат“, „Ръш“, „Куийн“, „Скорпиънс“, „Аеросмит“, „Блек Кроус“ и „Мегадет“, както и прогресив метъл групи като „Тул“ и „Дрийм Тиътър“. Те повлияват на някои ранни пънк и постпънк групи, сред които „Рамоунс“, „Джой Дивижън“ и „Кълт“. Те също така оказват важно влияние върху развитието на алтернативния рок, като много групи адаптират елементи от „Зепелин звука“ от средата на 70-те, сред които „Смашинг Пъмпкинс“, „Нирвана“, „Пърл Джем“ и „Саундгардън“. Групи и артисти от различни жанрове признават влиянието на „Лед Зепелин“, като например Мадона, Шакира, Лейди Гага, Кеша и Кати Мелуа.
На „Лед Зепелин“ се приписва голямо влияние върху естеството на музикалния бизнес, особено в развитието на рока, албумно-ориентираният рок (АОР) и стадионния рок. През 1988 г. Джон Калоднър, тогавашен изпълнителен директор на няколко музикални компании, отбелязва „Според мен, след „Бийтълс“ те са най-влиятелната група в историята. Те влияят върху начина, по който музиката се записва, върху радията (АОР) и концертите. Те задават стандартите за албумно-ориентираните рок-радио формати със Stairway to Heaven, да имаш албумно-ориентирани рок хитове, без непременно да имаш хитове от Топ 40. Те са тези, които направиха първите истински концертни шоута на големи арени, постоянно разпродавайки и свирейки на стадиони без подгряваща група. Хората могат да се справят толкова добре, колкото тях, но никой не ги надминава.“ Андрю Лоуг Олдъм, бивш продуцент и мениджър на „Ролинг Стоунс“, коментира как „Лед Зепелин“ имат голямо влияние върху звукозаписния бизнес и начина, по който рок концертите се управляват и представят пред огромна публика. През 2007 г. те са представени като артисти в стадионния рок епизод на сериала на Би Би Си/Ви Ейч Уан „Седемте епохи на рока“.
Според някои източници, продажбите на групата се оценяват на над 200 милиона албума по целия свят, докато други твърдят, че те надминават 300 милиона записи, включително 111,5 милиона сертифицирани бройки в Съединените щати. Според Асоциацията на звукозаписната индустрия на Америка, „Лед Зепелин“ са третата най-продавана група, петата най-продавана музикална група в САЩ и една от само четирите групи, спечелили пет или повече „димантени албума“. Те издават 8 последователни № 1 албума в класацията „Ю Кей Албум Чарт“, рекорд за най-много последователни албуми номер едно в Обединеното кралство, споделен с „АББА.“ Списъкът с контрабандни записи на „Лед Зепелин“ е огромен, а това ги поставя в челните позиции в историята на рок музиката.
„Лед Зепелин“ също оказват значително културно въздействие. Джим Милър, редактор на „Ролинг Стоун илюстрирана история на рокендрола“, твърди, че „на едно ниво „Лед Зепелин“ представлява окончателния разцвет на психеделичната етика на шейсетте години, която представя рока като пасивно сензорно участие“. „Лед Зепелин“ са описани като „квинтесенциалните доставчици“ на мъжкия и агресивен „кок рок“, въпреки че това твърдение е оспорено. Усещането за мода на групата е основополагащо; Симеон Липман, ръководител на поп културата в аукционната къща „Кристис“, коментира, че „Лед Зепелин“ са имали голямо влияние върху модата, защото цялата аура около тях е толкова готина, а хората искат част от това“. „Лед Зепелин“ полагат основите на дългите коси на глем метъл групите от 80-те години на миналия век като „Мотли Крю“ и „Скид Роу“. Други музиканти също адаптират елементи от отношението на „Лед Зепелин“ към дрехите, бижутата и косите, като хипстърските обувки и тениските с тесни ленти на „Кингс ъф Лиън“, рошавата коса, прилепващите тениски и блусманска коса на Джак Уайт от „Уайт Страйпс“, копринените шалове на китариста на „Касабиан“ Серджо Пицорно, както и тесните дънки със странични връзки.

## Постижения
„Лед Зепелин“ събират много отличия и награди през цялата си кариера. Те са включени в Залата на славата на рокендрола през 1995 г. и в Залата на славата на музиката на Обединеното кралство през 2006 г. Сред наградите на групата са „Американските музикални награди“ през 2005 г. и наградата „Полар Мюзик“ през 2006 г. „Лед Зепелин“ получават Грами за цялостен принос през 2005 г. и четири от техните албуми са включени в Залата на славата на музикалните награди „Грами“. Те са наградени с 5 „диамантени албума“, както и с 14 „мултиплатинени“, 4 „платинени“ и 1 „златен албум“ в Съединените щати, докато в Обединеното кралство имат 5 „мултиплатинени“, 6 „платинени“, 1 „златен“ и 4 „сребърни албума“. Списание „Ролинг Стоунс“ обявява „Лед Зепелин“ за 14-ия най-велик артист на всички времена през 2004 г.
През 2003 г. списъкът на „Ролинг Стоун“ с „500-те най-велики албума за всички времена“ включва Led Zeppelin под номер 29, Led Zeppelin IV под номер 66, Physical Graffiti под номер 70, Led Zeppelin II под номер 75 и Houses of the Holy под номер 149. През 2004 г., в списъка си с „500 най-велики песни на всички времена“, „Ролинг Стоун“ включва Stairway to Heaven под номер 31, Whole Lotta Love под номер 75, Kashmir под номер 140, Black Dog под номер 294, Heartbreaker под номер 320, и Ramble On под номер 433.
През 2005 г. Джими Пейдж е назначен за офицер на Ордена на Британската империя в знак на признание за благотворителната му дейност, а през 2009 г. Робърт Плант е удостоен като командир на Ордена на Британската империя за заслугите си към популярната музика. Групата е класирана на първо място в „100-те най-добри изпълнители на хардрока“ на телевизия „Ви Ейч Уан“ и е включена в „50-те най-добри изпълнители на живо за всички времена“ на „Класик Рок“. Те са обявени за най-добрата рок група в анкета на „Би Би Си Радио 2“. Те също така са наградени с награда „Айвър Новело“ за „Изключителен принос към британската музика“ през 1977 г., както и с награда за цялостен принос на 42-та годишна церемония по връчването на наградите „Айвър Новело“ през 1997 г. Групата е отличена на наградите „Моджо“ през 2008 г. с наградата „Най-добър концерт на живо“ за еднократното им събиране и е описана като „най-великата рокендрол група на всички времена“. „Лед Зепелин“ са посочени през 2012 г., като носители на отличията на „Джон Кенеди Център“.

## Членове на състава
- Робърт Плант – вокали, хармоника
- Джими Пейдж – китари, терменвокали, задни вокали на живо, продукция
- Джон Пол Джоунс – бас, клавишни, от време на време задни вокали
- Джон Бонъм – барабани, перкусии, от време на време задни вокали

Гост музиканти след раздялата
- Тони Томпсън – барабани (1985)
- Фил Колинс – барабани (1985)
- Пол Мартинес – бас (1985)
- Джейсън Бонъм – барабани, перкусии (1988, 1995, 2007)
- Майкъл Лий – барабани (1995)

## Дискография
- Led Zeppelin (1969)
- Led Zeppelin II (1969)
- Led Zeppelin III (1970)
- Неозаглавен (1971) (де факто Led Zeppelin IV)
- Houses of the Holy (1973)
- Physical Graffiti (1975)
- Presence (1976)
- In Through the Out Door (1979)
- Coda (1982)

## Турнета
| - Септември 1968 – Scandinavian Tour 1968 - Октомври – декември 1968 – UK Tour 1968 - Декември 1968 – февруари 1969 – North American Tour 1968 – 1969 - Март – април 1969 – UK and Scandinavian Tour 1969 - Април – май 1969 – North American Tour Spring 1969 - Юни 1969 – UK Tour Summer 1969 - Юли – август 1969 – North American Tour Summer 1969 - Октомври 1969 – European Tour Autumn 1969 - Октомври – декември 1969 – North American Tour Autumn 1969 - Януари 1970 – UK Tour 1970 - Февруари – март 1970 – European Tour 1970 - Март – април 1970 – North American Tour Spring 1970 - Юни – юли 1970 – Tour of Iceland, Bath & Germany 1970 - Август – септември 1970 – North American Tour Summer 1970 - Март – април 1971 – United Kingdom Tour Spring 1971 | - Май – август 1971 – European Tour 1971 - Август – септември 1971 – North American Tour 1971 - Септември 1971 – Japanese Tour 1971 - Ноември – декември 1971 – United Kingdom Tour Winter 1971 - Февруари 1972 – Australasian Tour 1972 - Май – юни 1972 – North American Tour 1972 - Октомври 1972 – Japanese Tour 1972 - Октомври 1972 – януари 1973 – UK Tour 1972/1973 - Март – април 1973 – European Tour 1973 - Май – юли 1973 – North American Tour 1973 - Февруари – март 1975 – North American Tour 1975 - Май 1975 – Earls Court 1975 - Април – юли 1977 – North American Tour 1977 - Август 1979 – два подгряващи концерта в Дания и Knebworth Festival 1979 - Юни – юли 1980 – Tour Over Europe 1980 |

## Препратки
1. ↑  Rock Hall 2022.
2. ↑  Yorke 1993, с. 56 – 59.
3. ↑  Wall 2008, с. 15 – 16.
4. ↑  Wall 2008, с. 13 – 15.
5. ↑  Davis 1985, с. 28 – 29.
6. 1 2 3 4  Buckley 2003, с. 1198.
7. ↑  Yorke 1993, с. 65.
8. 1 2 3 4 5 6 7 8 9 10 11  Erlewine 2011a.
9. ↑  Wall 2008, с. 10.
10. ↑  Fyfe 2003, с. 45.
11. ↑  Yorke 1993, с. 64.
12. 1 2  Lewis 1994, с. 3.
13. ↑  Welch 2001, с. 75.
14. 1 2  Wall 2008, с. 54.
15. ↑  Wall 2008, с. 51 – 52.
16. ↑  Wall 2008, с. 72 – 73.
17. 1 2  Shadwick 2005, с. 36.
18. ↑  Davis 1985, с. 57.
19. ↑  Wall 2008, с. 84.
20. ↑  Fortnam 2008.
21. ↑  Battersea 1968.
22. 1 2  Wall 2008, с. 94.
23. ↑  Wall 2008, с. 92 – 93.
24. 1 2  Allmusic 2022a.
25. ↑  Wall 2008, с. 92, 147, 152.
26. ↑  Erlewine 2022a.
27. ↑  Wall 2008, с. 161.
28. ↑  Erlewine 2022b.
29. ↑  Waksman 2001, с. 263.
30. ↑  Wall 2008, с. 166 – 167.
31. ↑  Wall 2008, с. 165.
32. ↑  Welch 1994, с. 49.
33. ↑  Wale 1973, с. 11.
34. 1 2 3  Wall 2008.
35. ↑  Davis 1985, с. 103.
36. ↑  BBC Wales Music 2010.
37. ↑  Wall 2008, с. 208 – 209.
38. ↑  Yorke 1993, с. 129.
39. ↑  Waksman 2001, с. 238.
40. ↑  Wall 2008, с. 281.
41. ↑  Times 2008.
42. ↑  Williamson 2005, с. 68.
43. ↑  Welch 1994, с. 47.
44. ↑  Davis 2005, с. 25.
45. ↑  Wall 2008, с. 269 – 270.
46. ↑  Bukszpan 2003, с. 128.
47. ↑  Brown 2001, с. 480.
48. ↑  Gold & Platinum - RIAA
49. ↑  Staff writer(s) 1979.
50. ↑  Wall 2008, с. 290 – 291.
51. ↑  Wall 2008, с. 294.
52. ↑  Davis 1985, с. 194.
53. ↑  Mfashop 2022.
54. ↑  Led Zeppelin Icarus Logo 2022.
55. ↑  Williamson 2007, с. 107.
56. ↑  Yorke 1993, с. 191.
57. ↑  Davis 1985, с. 312.
58. ↑  Miller 1975.
59. ↑  Davis 1985, с. 225, 277.
60. 1 2  Wall 2008, с. 359.
61. ↑  Yorke 1993, с. 197.
62. ↑  Lewis 2003, с. 35.
63. ↑  Davis 1985, с. 354 – 355.
64. 1 2  Wall 2008, с. 364.
65. ↑  Lewis 2003, с. 45.
66. ↑  Davis 1985, с. 173.
67. ↑  Davis 1976.
68. ↑  Shadwick 2005, с. 320.
69. ↑  Yorke 1993, с. 229.
70. ↑  Lewis 2003, с. 49.
71. ↑  Wall 2008, с. 392.
72. ↑  Newswire 2022c.
73. ↑  Davis 1985, с. 277.
74. ↑  Yorke 1993, с. 210.
75. ↑  Welch 1994, с. 85.
76. ↑  Wall 2008, с. 424.
77. ↑  Lewis 2003, с. 80.
78. ↑  Wall 2008, с. 425.
79. ↑  Wall 2008, с. 431 – 432.
80. ↑  Davis 1985, с. 300.
81. ↑  Welch 1994, с. 92 – 94.
82. ↑  Associated Press 1980.
83. 1 2  Gilmore 2006.
84. ↑  John Bonham Biography 2022.
85. ↑  Welch 1994, с. 94 – 95.
86. ↑  Huey 2022c.
87. ↑  Yorke 1993, с. 267.
88. 1 2  Lewis 1997, с. 139.
89. 1 2  Prato 2022d.
90. ↑  List 2007.
91. 1 2  Lewis 1997, с. 140.
92. ↑  Erlewine 2022e.
93. ↑  Billboard 2008.
94. ↑  Erlewine 2022f.
95. ↑  Murray 2004, с. 75.
96. ↑  Lewis 1997, с. 144.
97. 1 2  Lewis 2003, с. 163.
98. ↑  Lewis 2003, с. 166.
99. ↑  Erlewine 2022g.
100. ↑  Wall 2008, с. 460 – 461.
101. ↑  Wall 2008, с. 437.
102. ↑  Cohen 2007.
103. ↑  Reuters 2007.
104. 1 2  Thorpe 2007.
105. ↑  TVNZ 2009.
106. ↑  Gardner 2007.
107. ↑  Wall 2008, с. 472.
108. ↑  BBC Mobile 2008.
109. ↑  TALMADGE 2008.
110. ↑  Plant 2008.
111. ↑  Beech 2008.
112. ↑  Anders 2014.
113. ↑  Wall 2008, с. 459 – 460.
114. ↑  Bosso 2009.
115. ↑  Greene 2012.
116. ↑  Dawtrey 2012.
117. ↑  UK Charts 2022.
118. ↑  Renshaw 2012.
119. ↑  Remastered 2014a.
120. ↑  Remastered 2014b.
121. ↑  Remastered 2015a.
122. ↑  Grow 2015.
123. ↑  Remastered 2015b.
124. ↑  Sinclair 2015.
125. ↑  Remastered 2016.
126. ↑  Illustrated Book 2017.
127. ↑  Remastered 2018.
128. ↑  Trendell 2018.
129. ↑  Light 2020.
130. 1 2 3 4  Gulla 2001, с. 153 – 159.
131. ↑  Fast 2001, с. 8.
132. 1 2  Wall 2008, с. 56 – 59.
133. 1 2  Fast 2001, с. 26.
134. ↑  Wall 2008, с. 294 – 296 и 364 – 366.
135. ↑  Yorke 1993, с. 236 – 237.
136. ↑  Wall 2008, с. 412 – 413.
137. ↑  Fast 2001, с. 25.
138. 1 2  Cope 2010, с. 81.
139. ↑  Fast 2001, с. 59.
140. ↑  Wall 2008, с. 278 – 279.
141. ↑  Schinder 2008, с. 383.
142. ↑  Fast 2001, с. 9 – 10.
143. ↑  Wall 2008, с. 364 – 365.
144. 1 2  Walser 1993, с. 10.
145. ↑  Fast 2011, с. 5.
146. ↑  Rolling Stone 2009.
147. ↑  Bukszpan 2003, с. 124.
148. ↑  Fast 2001, с. 113 – 117.
149. ↑  Fast 2001, с. 96.
150. 1 2  Schinder 2008, с. 390.
151. ↑  Fast 2001, с. 87.
152. 1 2  Christgau 1972a.
153. ↑  Fast 2001, с. 13.
154. ↑  Christgau 1980.
155. ↑  Garofalo 2008, с. 233.
156. ↑  Christgau 1972b.
157. ↑  Fast 2001, с. 79.
158. ↑  Schinder 2008, с. 380 – 391.
159. ↑  Brackett 2008, с. 53 – 76.
160. ↑  Buckley 2003, с. 585.
161. ↑  Peddie 2006, с. 136.
162. ↑  Abel 2018.
163. ↑  Rolling Stone 2011.
164. ↑  Schinder 2008, с. 380.
165. ↑  Thompson 2004, с. 61.
166. ↑  MTV 2006.
167. ↑  Prown 1997, с. 167.
168. ↑  Prown 1997, с. 106.
169. ↑  Pervan 2022.
170. ↑  rockhall 1995.
171. ↑  Guitar .
172. ↑  Davies 2010.
173. ↑  PARELES 1997.
174. ↑  Sparks 2010.
175. ↑  Jones 2003.
176. ↑  Day 2005.
177. ↑  Robb 2012.
178. ↑  Erlewine 2022.
179. ↑  Witmer 2010.
180. ↑  Grossman 2002.
181. ↑  Haskins 1995, с. xv.
182. ↑  Turner 2010.
183. ↑  Gaar 2009, с. 36.
184. ↑  Schinder 2008, с. 405.
185. ↑  Budofsky 2006, с. 147.
186. ↑  CNN 1999.
187. ↑  Márquez 2002.
188. ↑  Cochrane 2009.
189. ↑  Hendicott 2011.
190. ↑  Independent 2007.
191. ↑  Bukszpan 2003, с. 121.
192. ↑  Waksman 2009, с. 21 – 31.
193. ↑  Pond 1988, с. 68 – 69.
194. ↑  Hughes 2008.
195. ↑  BBCONE .
196. ↑  Beaumont 2020.
197. ↑  Sorel-Cameron 2007.
198. ↑  RIAA 2022.
199. ↑  Lane 2013.
200. ↑  Clinton 2004, с. 8.
201. ↑  Straw 1990, с. 84.
202. ↑  Waksman 2001, с. 238 – 239.
203. ↑  Fast 2001, с. 162 – 163.
204. 1 2  Long 2007.
205. ↑  Batchelor 2007, с. 121.
206. ↑  BBC Home 2006b.
207. ↑  BBC Home 2006a.
208. ↑  BBC Home 2005.
209. ↑  Grammy 2011.
210. ↑  RIAA 2022a.
211. ↑  BPI 2022.
212. ↑  Grohl 2011, с. 27.
213. ↑  Rolling Stone 2022.
214. ↑  Rolling Stone 2022a.
215. ↑  Rolling Stone 2022b.
216. ↑  Rolling Stone 2022c.
217. ↑  Rolling Stone 2022d.
218. ↑  Rolling Stone 2022e.
219. ↑  Rolling Stone 2022f.
220. ↑  Rolling Stone 2022g.
221. ↑  Rolling Stone 2022h.
222. ↑  Rolling Stone 2022i.
223. ↑  Leonard 2008.
224. ↑  VH1 2010.
225. ↑  Classic Rock 2008.
226. ↑  BBC Radio 2 2022.
227. ↑  Billboard 1977.
228. ↑  Hunter 1997.
229. ↑  Mojo 2008.
230. ↑  Gans 2012.

## Допълнителна информация
- Christgau, Robert. Genius Dumb: Led Zeppelin //  Grown Up All Wrong: 75 Great Rock and Pop Artists from Vaudeville to Techno.   Harvard University Press, 1998. ISBN 978-0-674-44318-1. с. 89–90.
- Greene, Andy (2011-02-28). "This week in rock history: Bob Dylan wins his first Grammy and Led Zeppelin become the Nobs". Rolling Stone. Archived from the original on 2011-04-08. Retrieved 2022-05-04.
- Rogers, Georgie. MOJO award winners //  BBC.   2008-06-16.  Архивиран от оригинала на 2010-02-19. Посетен на 2022-05-04.